# SMSS J031300.36-670839.3
SMSS J031300.36-670839.3 (abbreviata in SM0313) è una stella di classe spettrale K distante circa 6000 anni luce dalla Terra. Si tratta di una delle stelle avente la più bassa metallicità conosciuta: possiede una quantità di ferro almeno un milione di volte inferiore a quella del Sole. SM0313 possiede tuttavia una quantità di carbonio almeno mille volte maggiore della quantità di ferro posseduta; sono inoltre presenti l'ossigeno, il magnesio e l'azoto, mentre nel suo spettro sono assenti le linee del calcio. Questa composizione chimica suggerisce che si tratti di una delle prime stelle di popolazione II, che si è formata dal gas arricchito di metalli derivanti da una singola supernova. Data la bassa quantità di ferro espulso, tale supernova doveva avere una energia bassa e avere come progenitrice una stella della massa di circa 60 M☉. Ciò sembra smentire la teoria accreditata secondo cui le stelle primordiali erano molto massicce. Con una età stimata di 13,6 miliardi di anni, SM0313 è anche la più vecchia stella conosciuta, essendosi probabilmente formata solo 100 milioni di anni dopo il Big Bang.
La stella è stata scoperta da un gruppo di astronomi della Università Nazionale Australiana che ne hanno dato notizia in un articolo pubblicato su Nature il 9 febbraio 2014. La scoperta è avvenuta utilizzando SkyMapper, un telescopio dello Siding Spring Observatory situato presso Coonabarabran nel Nuovo Galles del Sud, in Australia.
| Abbondanza chimica in rapporto al Sole |       |
| Elementi                               | [M/H] |
| Ossigeno                               | <−2,3 |
| Carbonio                               | −2,6  |
| Azoto                                  | <−3,5 |
| Magnesio                               | <−4,3 |
| Calcio                                 | −7,2  |
| Ferro                                  | <−7,1 |